# Waters Island
Waters Island är en ö i Kanada.   Den ligger i territoriet Nunavut, i den östra delen av landet, 1 600 km norr om huvudstaden Ottawa. Arean är 2,8 kvadratkilometer. Den ligger i södra delen av arkipelagen Ottawa Islands i Hudson Bay.
Terrängen på Waters Island är platt. Öns högsta punkt är 94 meter över havet. Den sträcker sig 2,1 kilometer i nord-sydlig riktning, och 2,4 kilometer i öst-västlig riktning.